# Соколов, Михаил Сергеевич
Михаил Сергеевич Соколов (27 мая 1934, п. Новогиреево, Ухтомский район, Московская область — 11 июня 2019) — советский и российский фитопатолог, академик РАСХН (1997), академик РАН (2013).

## Биография
Родился 27 мая 1934 года в пос. Новогиреево Ухтомского района Московской области.
В 1958 году — окончил Московскую сельскохозяйственную академию имени К. А. Тимирязева.
В 1983 году — защитил докторскую диссертацию, в 1987 году — присвоено учёное звание профессора.
С 1958 по 1961 год — главный агроном колхоза имени Куйбышева Московской области.
С 1961 по 1964 годы — аспирант МСХА.
С 1965 по 1965 годы — старший инженер Государственного НИИ гражданской авиации.
С 1965 по 1968 годы — младший и старший научный сотрудник ВНИИ фитопатологии.
С 1968 по 1970 годы — старший научный сотрудник Института биохимии и физиологии микроорганизмов АН СССР.
С 1970 по 1982 годы — старший научный сотрудник, заведующий лабораторией (1972—1982) Института агрохимии и почвоведения АН СССР.
С 1982 по 1999 годы — заместитель директора (1982—1986), директор (1986—1998), главный научный сотрудник лаборатории фитосанитарного мониторинга (1998—1999) Всероссийского НИИ биологической защиты растений.
С 1999 года — главный научный сотрудник отдела экологической биотехнологии Научно-исследовательского центра токсикологии и гигиенической регламентации биопрепаратов Минздрава РФ.
Также занимал должность научного консультанта в ВНИИ фитопатологии.
В 1997 году — избран академиком РАСХН.
В 2013 году — стал академиком Российской академии наук (в рамках присоединения РАМН и РАСХН к РАН).
Умер 11 июня 2019 года, похоронен на кладбище в Пущино.

## Научная деятельность
Вёл исследования в областях проблем защиты растений, экологической токсикологии, санитарно-гигиенических и экологических аспектов производства трансгенных растений.
В рамках конверсионного российско-американского проекта являлся руководителем рабочей группы «Скрининг и изучение свойств микроорганизмов-деструкторов, используемых в биотехнологии и для биоремедиации загрязненных почв» в составе российского исследовательского центра «Биоресурсы и экология».
Руководитель научного проекта «Создание коллекций микроорганизмов и ДНК, выделенных из проб донных отложений реки Оки», участник международного проекта «Разработка технологии производства и применения биологических препаратов для борьбы с фузариозом колоса зерновых культур».
Руководитель (с 2002 года) группы по токсиколого-гигиенической экспертизе агрохимикатов, рекомендуемых для применения в России.
Автор около 400 научных трудов, в том числе 15 книг и брошюр, из них 5 монографий. Имеет 11 авторских свидетельств на изобретения.
Заместитель главного редактора журнала «Агрохимия», редактор альманаха «Агро XXI: Современное растениеводство России — практика и научные достижения».
- Гербицидное действие 2,4-Д и других галоидфеноксикислот / соавт. Д. И. Чкаников. — М.: Наука, 1973. — 215 с.
- Гербициды в рисоводстве: (особенности поведения в условиях орошаемого ландшафта) / соавт.: Л. Л. Кныр, А. П. Чубенко. — М.: Наука, 1977. — 142 с.
- Пестицидные аэрозоли / соавт.: В. Ф. Дунский, Н. В. Никитин. — М.: Наука, 1982. — 287 с.
- Экологизация защиты растений / соавт.: О. А. Монастырский, Э. А. Пикушова; Всерос. НИИ биол. защиты растений и др. — Пущино, 1994. — 462 с.
- Оценка агроэкологических рисков производства трансгенных энтомоцидных растений / соавт.: В. В. Вельков, А. Б. Медвинский // Агрохимия. 2003. № 2. С. 74-96.
- Стратегии экологизированной защиты табака от вредных организмов / соавт.: О. Л. Филипчук, К. В. Новожилов // Вестн. РАСХН. 2004. № 5. С. 12.
- Опыт защиты растений в условиях рынка / соавт. В. Д. Чулкина // Защита и карантин растений. 2006. № 10. С. 12-15. С. 12-15.
- Вредоносность пирикуляриоза риса, его эпифитотиология и защита посевов / соавт.: Н. М. Гопало, И. А. Костенко // Биол. защита растений — основа стабилизации агроэкосистем / Всерос. НИИ биол. защиты растений. 2010. Вып. 6. С. 650—659.
- Экологическая оценка трансгенных Bt-растений — неотъемлемое условие их безопасного производства / соавт. А. И. Марченко. — М., 2011. — 123 с.
- Почвы в биосфере и жизни человека=Soils in the Biosphere and Human Life: моногр. / соавт.: Г. В. Добровольский и др.; Правительство Рос. Федерации и др. — М.: Изд-во МГУЛ, 2012. — 583 с.
- Монодисперсные техногенные аэрозоли — актуальнейшее инновационное направление в защите растений // Соврем. системы и методы фитосанитар. экспертизы и упр. защитой растений / Всерос. НИИ фитопатологии. Большие Вяземы, 2015. С. 285—293.
- Фитосанитарные и гигиенические требования к здоровой почве=Phytosanitary and hygienic requirements to healthy soil / соавт.: А. П. Глинушкин, Е. Ю. Торопова; Всерос. НИИ фитопатологии и др. — М.: Агрорус, 2016. — 287 с.
- Концепция фундаментально-прикладных исследований защиты растений и урожая / соавт.: С. С. Санин и др. // Агрохимия. 2017. № 4. С. 3-9.

## Награды
- серебряная и бронзовая медали ВДНХ